# Lock's Quest
Lock's Quest est un jeu vidéo de type tower defense développé par 5th Cell et édité par THQ, sorti en 2008 sur Nintendo DS.
Un remaster est sorti en 2017 sur Windows, PlayStation 4 et Xbox One.

## Accueil
- 1UP.com : A-[1]
- Eurogamer : 7/10[2]
- Gamekult : 7/10[3]
- GameSpot : 8/10[4]
- GameZone : 9/10[5]
- IGN : 8,6/10[6]
- Jeuxvideo.com : 15/20[7]